# Johannes Nicolaus Brønsted
Johannes Nicolaus Brønsted (Dinamarquês: [joˈhænˀəs ˈnekolaʊ̯ˀs ˈpʁɶnstɛð]; Varde, 22 de fevereiro de 1879 — Varde, 17 de dezembro de 1947) foi um físico-químico dinamarquês, que se notabilizou principalmente por formular uma das teorias para reações ácido-base, que, pelo trabalho independente e simultâneo, de mesmo objeto, por parte do colega cientista britânico Thomas Martin Lowry, leva o nome de Teoria ácido-base de Brønsted-Lowry.
Brønsted realizou também expressivas contribuições na termodinâmica, notadamente na termoquímica, porém, formular a teoria ácido-base protônica que leva também o seu nome é que efetivamente o imortalizou na comunidade científica.

## Vida e obra
Em 1899, obteve grau em engenharia química e, em 1908, o grau de PhD, ambos os títulos pela Universidade de Copenhague. Logo após foi nomeado professor de química inorgânica e físico-química em Copenhague.
Em 1906, publicou o primeiro de seus vários artigos sobre afinidade eletrônica. Em 1923 (independente, porém simultaneamente com o químico britânico Thomas Martin Lowry) ele apresentou a sua "teoria protônica" como nova teoria para reações ácido-base. Nesse mesmo ano Gilbert Newton Lewis também propôs a sua teoria eletrônica como alternativa nova teoria para as reações ácido-base. Ambas as teorias são usadas na ciência físico-química, para explicar adequadamente os mecanismos intervenientes nessas reações.
Brønsted veio a tornar-se uma autoridade em reações químicas de catálise, nas quais intervenham ácidos e/ou bases. Com efeito, a chamada equação catalítica de Brønsted deve-lhe o nome.
Na Segunda Guerra Mundial, opôs-se ao partido nazista e, assim, eleito para o parlamento dinamarquês, porém, em razão de enfermidade, não pode tomar seu assento lá. Morreu pouco depois de eleito.

## A teoria ácido-base protônica
Conhecido em razão da acentuada acolhida de sua teoria (em conjunto com o colega cientista Lowry, T. M.) de doação protônica. Brønsted teorizou que um átomo de hidrogénio (sempre encontrado num ácido — "ácido", aqui, na acepção comum: externa, macroscópica), ioniza-se ao ser o ácido dissolvido em água: "perde", pois, o seu elétron único e vem a tornar-se, de fato, apenas um próton remanescente. Nisso consiste a característica (ou a capacidade) do ácido em se tornar um doador de prótons (um ou mais, a depender da sua estrutura química). Doutro lado, o íon hidroxila (OH–) — que ocorre pela dissolução e subsequente dissociação iônica de um álcali (ou base), em razão da elevada eletroafinidade do conjunto "OH" (devida principalmente ao oxigénio) — retem o elétron ligante e, dessa forma, opera como um receptor protônico. De fato, a recombinação de um ânion hidroxila com um cátion hidrogénio resulta precisamente água: é a neutralização.